# Izabela Sobczak
Izabela Sobczak – polska chemiczka, dr hab. nauk chemicznych.

## Życiorys
28 września 2001 uzyskała doktorat dzięki pracy Fizykochemiczne i katalityczne właściwości sit molekularnych zawierających wybrane metale przejściowe, a 26 września 2012 habilitację na podstawie oceny dorobku naukowego i pracy zatytułowanej Platyna i złoto na nośnikach – preparatyka, charakterystyka oraz zastosowanie w adsorpcji i katalizie. Pełni funkcję adiunkta w Zakładzie Katalizy Heterogenicznej na Wydziale Chemii Uniwersytetu im. Adama Mickiewicza w Poznaniu. Członkini Komisji wydziałowej do spraw BHP i Ppoż. oraz International Zeolite Association, International Mesoporous Molecular Sieves Association i Polskiego Towarzystwa Zeolitowego.

## Wybrane publikacje
- 1999: Characterisation of Cu-ZSM-5 Zeolites by FTIR Study – Interaction with Nitrogen Oxide[1]
- 2005: Preparation and characterisation of Pt-containing micro- mesoporous molecular sieves – new catalyst active in NO reduction with propene[1]
- 2010: Glycerol oxidation on gold catalysts supported on group five metal oxides – A comparative study with other metal oxides and carbon based catalysts[1]
- 2010: Gold and gold-iron modified zeolites – Towards the adsorptive deodourisation[1]
- 2017: Variability of surface components in gold catalysts – The role of hydroxyls and state of gold on activity and selectivity of Au-Nb2O5 and Au-ZnNb2O6 in methanol oxidation[1]